# Elvis (álbum de 1956)
Elvis (também conhecido como Elvis Presley No. 2) é o segundo álbum de estúdio do cantor estadunidense de rock Elvis Presley, lançado pela RCA Victor em outubro de 1956. A canção "Old Shep", que fez parte do disco, foi cantada por Elvis em 1945 em um concurso em East Tupelo, onde ele ficou com o segundo lugar, é considerada a sua primeira grande interpretação. É talvez a primeira letra de conteúdo "denso" cantada por Elvis, que, segundo especialistas, desempenhou de forma contundente e até mesmo surpreendente essa canção, que fala da agonia de um menino que tem que suportar a futura perda de seu amigo, o seu cão. "Long Tall Sally", "Rip It Up" e "Ready Teddy" são clássicos da carreira de Little Richard.

## Lista de faixas
| Lado 1 |                                         |                                            |                       |         |  |
| N.º    | Título                                  | Compositor(es)                             | Data de gravação      | Duração |  |
| 1.     | "Rip It Up"                             | Robert Blackwell John Marascalco           | 3 de setembro de 1956 | 1:50    |  |
| 2.     | "Love Me"                               | Jerry Leiber Mike Stoller                  | 1 de setembro de 1956 | 2:41    |  |
| 3.     | "When My Blue Moon Turns to Gold Again" | Gene Sullivan Wiley Walker                 | 2 de setembro de 1956 | 2:18    |  |
| 4.     | "Long Tall Sally"                       | Blackwell Enotris Johnson Richard Penniman | 2 de setembro de 1956 | 1:51    |  |
| 5.     | "First in Line"                         | Aaron Schroeder Ben Weisman                | 3 de setembro de 1956 | 3:21    |  |
| 6.     | "Paralyzed"                             | Otis Blackwell Elvis Presley               | 2 de setembro de 1956 | 2:18    |  |

| Lado 2         |                           |                              |                       |         |  |
| N.º            | Título                    | Compositor(es)               | Data de gravação      | Duração |  |
| 1.             | "So Glad You're Mine"     | Arthur Crudup                | 30 de janeiro de 1956 | 2:18    |  |
| 2.             | "Old Shep"                | Red Foley                    | 2 de setembro de 1956 | 4:10    |  |
| 3.             | "Ready Teddy"             | Blackwell Marascalco         | 3 de setembro de 1956 | 1:55    |  |
| 4.             | "Anyplace Is Paradise"    | Joe Thomas                   | 2 de setembro de 1956 | 2:26    |  |
| 5.             | "How Do You Think I Feel" | Chet Atkins Boudleaux Bryant | 1 de setembro de 1956 | 2:23    |  |
| 6.             | "Money Honey"             | Webb Pierce Wayne Walker     | 1 de setembro de 1956 | 2:10    |  |
| Duração total: | Duração total:            | Duração total:               | Duração total:        | 29:47   |  |

## Paradas musicais
- Estados Unidos - 1º - Billboard Pop, Cashbox Pop - 1956
- Inglaterra - 3º - Record Mirror - 1957

## Músicos
- Elvis Presley: Vocal, Violão, e Piano
- Scotty Moore: Guitarra
- Chet Atkins: Guitarra
- Bill Black: Baixo
- D.J. Fontana: Bateria
- Marvin Hughes: Piano
- Shorty Long: Piano
- The Jordanaires: Vocais